# Baffie
Baffie é uma comuna francesa na região administrativa de Auvérnia-Ródano-Alpes, no departamento Puy-de-Dôme. Estende-se por uma área de 10,8 km². Em 2010 a comuna tinha 113 habitantes (densidade: 10,5 hab./km²).